# TT Vaux
Créée en 1971, La Palette Valcaprimontoise (en wallon Li Palotte di Vå-dzo-Tchivrimont) est un club renommé de la commune belge de Chaudfontaine située en Région wallonne dans la province de Liège. 
Le hall omnisports borde la Vesdre, un affluent de l’Ourthe.

## Lieux de jeu
- Le plus grand club de tennis de table dans la commune de Chaudfontaine trouve son siège sportif rue de la Vesdre, au Hall omnisport.
- À proximité du terrain de foot du FC Vaux et derrière le TC Vaux.